# Telmatogetoninae
Telmatogetoninae (лат.) — подсемейство двукрылых семейства комаров-звонцов.

## Описание
Средних размеров и крупные комары. Первый членик усиков (скапус) хорошо развит без щетинок. Второй членик (педицел) крупный, густо покрыт щетинками. Жгутик усиков из шести сегментов. Глаза голые. Крылья, обычно, хорошо развиты. Длина крыла до 8 мм. Костальная жилка заканчивается после впадения последней радиальной жилки, последняя впадает в край крыла около его вершины. По жилкованию крыльев представители подсемейства Telmatogetoninae отличаются отсутствием жилки R2+3 и поперечной жилки между медиальной и кубитальной жилками. У Telmatogeton pectinata крылья редуцированы. Ноги удлинённые с крупными тазиками. Эмподий на последнем членике лапок длинный, пульвилы укороченные. В основании коготков лапок, часто, имеется прозрачный шипик.

## Экология
Личинки многих видов подсемейства обитают в литоральной зоне морей. Восемь видов Telmatogeton встречаются в лужах, образующихся при просачивании подземных вод. Некоторые виды Telmatogeton и Thalassomya могут жить в водоёмах загрязнённых сточными водами. Виды Telmatogeton обитающие на Гавайских островах развиваются в ручьях. Комары могут перелетать на большие расстояния, но часто их можно обнаружить на камнях у уреза воды. Они могут погружаться в воду, при этом покровы тела не намокают. Спаривание происходит без роения.

## Классификация
В мировой фауне 41 вид и два рода.
- Telmatogeton Schiner, 1866
- Thalassomya Schiner, 1856

## Распространение
Подсемейство распространено всесветно, и включает, в том числе виды, встречающиеся в Субантарктике.